# Poikilospermum concolor
Poikilospermum concolor är en nässelväxtart som först beskrevs av Nicol Alexander Dalzell, och fick sitt nu gällande namn av Marselein Rusario Almeida. Poikilospermum concolor ingår i släktet Poikilospermum och familjen nässelväxter. Inga underarter finns listade i Catalogue of Life.